# 四線準舌唇魚
四線準舌唇魚（学名：Lobocheilos quadrilineatus）为輻鰭魚綱鯉形目鲤科準舌唇魚属的鱼类。分布於亞洲泰國湄南河流域，體長可達28公分，棲息在底層水域，以岩石上的藻類為食。

## 外部連結
四線準舌唇魚的圖片（页面存档备份，存于）

## 扩展阅读
維基物種上的相關：四線準舌唇魚